# Fondation Jacques-Édouard Berger

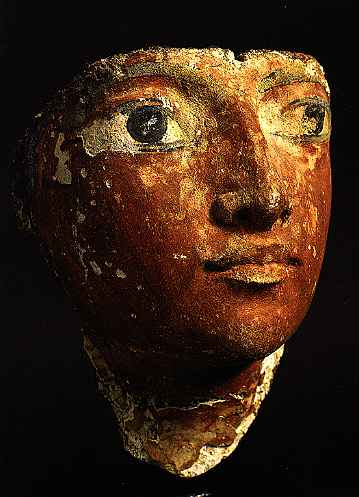
Masque de sarcophage (Nouvel Empire).
Collection J.-É. Berger/MUDAC, Lausanne

La fondation Jacques-Édouard Berger est une association lausannoise (Suisse), qui a pour mission la gestion du site internet World Art Treasures servant de base de données documentaire et la publication d'ouvrages consacrés à l'histoire de l'art.

## Une vocation humaniste
Créée peu après le décès de Jacques-Édouard Berger par un groupe formé de ses parents et amis proches en mars 1994, la fondation a entrepris d'éditer les travaux de celui-ci grâce au site Internet du même nom. Riche de près d'une centaine de milliers de diapositives, fruit des recherches et des voyages de leur auteur, elle met également à disposition les enregistrements de ses conférences.
Le projet, intitulé World Art Treasures, collaboration avec l'École Polytechnique Fédérale de Lausanne, se définissait comme un musée imaginaire en ligne et au service de tous. 
Le deuxième coup d'envoi de la fondation a été lancé par l'exposition de la collection personnelle de Jacques-Édouard Berger au Musée des Arts Décoratifs de Lausanne, l'actuel MUDAC (17 novembre 1995 - 2 janvier 1996). La collection est déposée au musée depuis cette date.
La fondation a pour objectif de perpétuer l'héritage culturel, sinon la vision de Jacques-Édouard Berger, de partager et faire partager sa passion pour l'art.

## Les quatre principaux volets
- Voyages « Pour l'Art »
- « Pour l'Art » : Conférences
- Art et Civilisation
- Collection personnelle

## Publications
- Jacques-Édouard Berger, Un regard partagé, Fondation Jacques-Édouard Berger éd., Lausanne, 1995
- P. Germond, Le Monde symbolique des amulettes égyptiennes de la collection Jacques-Édouard Berger, Édition des 5 Continents, Milan, 2005